# بيير-صموئيل غيندرون
بيير-صموئيل غيندرون هو سياسي كندي، ولد في 31 أغسطس 1828 في Sainte-Rosalie ‏ في كندا، وتوفي في 11 يونيو 1889 في سان هياسنت في كندا. نشط حزبياً في حزب كندا المحافظ. وقد انتخب عضو الجمعية الوطنية في كيبك ‏ وانتخب عضو مجلس العموم الكندي.